# 172 Pułk Piechoty Armii Krajowej
172 pułk piechoty Armii Krajowej – jednostka sił zbrojnych Armii Krajowej okresu akcji Burza w 1944.
Powstała na bazie Obwodu Kozienice AK, miała wejść w skład 28 Dywizji Piechoty AK im. Stefana Okrzei, ale udało się sformować jedynie I batalion.